# Chevrolet Van
Chevrolet Van och GMC Vandura lanserades 1970 och ersatte de mittmotorförsedda, plattnosiga Chevrolet SportVan och GMC Handi Van-modellerna från 1960-talet.
Modellen tillverkades i hela 25 år med ett i stort sett samma utseende utvändigt, 1996 kom det nya modeller med helt ny design.
Från 1982 och framåt fanns även en 6,2-liters V8-dieselmotor som alternativ, även om bensinmotorerna var de mest populära. Chevrolet Van kunde beställas i olika utföranden, från skåpbil till 9-sitsig minibuss. Eftersom den kunde registreras som lätt lastbil var skatt och försäkring relativt överkomliga, och de starka motorerna som erbjöds i kombination med automatlåda gjorde också att bilen blev smidig att köra trots sin höga vikt. Den kunde också dra tunga släp, även om det i dessa fall krävdes ett BE-körkort på grund av att totalvikten blev över 3,5 ton. Sittställningen var ganska hög, vilket gav bra översikt som kunde vara en fördel vid manövrering i mindre utrymmen. Det gick även att välja till "kaptensstolar" med armstöd och chassit var väl avvägt till skillnad från många andra liknande fordon vid tiden, vilket gav god åkkomfort. Sammantaget gjorde detta att modellen åtminstone en bit in på 1980-talet var mycket populär som firmabil och många använde dem även som familjebilar. Högre bränslepriser gjorde att efterfrågan på stora tunga bilar med V8 minskade de sista åren och runt 1990 började mindre familjebussar (MPV) komma ut på marknaden. De flesta av dessa bilar var lite mindre och lättare, vilket gjorde att de klarade sig med en mindre och bränslesnålare motor (i vissa fall dieselmotor). Förändrade skatteregler i Sverige gjorde också att det inte längre var lika gynnsamt att välja en lätt lastbil som förmånsbil. Särskilt momsreglerna för leasingbilar gör numera att bilar med integrerat lastutrymme missgynnas jämfört med pickuper som har separat förarhytt.